# Рудник Chagrin
Рудник Chagrin — колишній гірничодобувний майданчик у Меланезії на острові Нова Каледонія (заморське володіння Франції).
Рудник ввели в дію у 1925 році в південній частині гірського масиву Tiebaghi. На той час він належав підприємиці на прізвище Talon та мав контракт на поставку руди з компанією Société de la Tiébaghi, яка контролювала рудник Tiebaghi (працював у центральній частині того ж масиву та був найбільшою хромітовою копальнею в історії Нової Каледонії).
Розробку вели підземним способом. Станом на 1929 рік довжина підземних виробіток становила 650 метрів, а доступ до них забезпечував ухил довжиною 62 метри. У цей період потужність копальні досягала 1000—1200 тонн на місяць, а вилучена руда проходила підготовку на належній до Chagrin збагачувальній фабриці, що підіймала вміст цільового компоненту з 35 % до 55 %.
У 1948-му видобуток на Chagrin становив 7 тисяч тонн. Цього року рудник перейшов до компанії Societe Caledonienne de Chrome, що дозволило залучити австралійських інвесторів та закупити нове обладнання (зокрема, використали обладнання з хромітового рудника Fantoche, що був у північні частині масиву Tiébaghi).